# Follow the Leader (Wisin & Yandel)
Follow the Leader è un brano musicale del duo portoricano Wisin & Yandel in collaborazione con la cantante statunitense Jennifer Lopez.

## Il brano
Il 24 gennaio 2012, Jennifer Lopez ha annunciato la sua collaborazione con Wisin and Yandel postando una foto in rete.

## Video
Il video è stato realizzato ad Acapulco dal regista Jessy Terrero e dal baby fidanzato della Lopez, Casper Smart. Il ministro del turismo, Graciela Báez Ricardez, ha dichiarato che il video "contribuirà a dare un nuovo assetto alla città portuale". Ha affermato anche che "il video musicale sarà guardato in molti Paesi, milioni di volte specialmente dai ragazzi che presto la sceglieranno come meta delle loro vacanze". Il video è stato presentato giovedì 3 maggio sia sul profilo Twitter che sulla pagina VEVO ufficiale dei Wisin & Yandel.
Il video ha ottenuto la certificazione Vevo.